# Comuna Copălău, Botoșani
Copălău este o comună în județul Botoșani, Moldova, România, formată din satele Cerbu, Copălău (reședința) și Cotu.

## Localizare
Județul Botoșani este situat în extremitatea nord-estică a României și se învecinează la sud cu județul lași, la vest cu județul Suceava, la nord și est cu Ucraina și Republica Moldova. Intre aceste coordonate, comuna Copălău este amplasată în partea sudică a județului Botoșani, fiind învecinată la nord cu comuna Sulița, la sud și est cu orașul Flămânzi, la vest și nord-vest cu comunele Coșula și Bălușeni. Suprafața comunei Copălău este de 4. 346 ha teren; populația totală a comunei este de 4. 184 locuitori, dispersată în trei sate: Copălău - care este și reședința comunei, cu 2. 726 persoane, Cotu - 648 persoane și Cerbu - 810 persoane. Teritoriul comunei Copălău face parte din Câmpia Moldovei, subdiviziunea denumită Dealurile Cozancea-Guranda. Spre deosebire de zona Dealul Mare - Tudora, care se află în sud-vestul comunei și care are cele mai mari înălțimi din județ prin Dealul Mare - 587 metri și Holm - 556 metri, dealurile Copălăului sunt mai scunde, cel mai înalt fiind Cerbu, cu o înălțime de 262 metri.

## Istorie
Comuna Copălău nu deține încă un document de atestare, însă din vestigiile așezării getice întărită de la Cotu - Copălău, descoperite pe locul satului medieval Jorovlea - astăzi dispărut, ca urmare a cercetărilor efectuate în anii 1985, 1988,1990 și 2003-2004 (figurine antropomorfe, amulete, pandantive, fragmente de amfore grecești, fragmente de ciup, vase în formă de clopot, tigăi din ceramică, fusaiole, jucării, etc) și urme de zgură, arheologii au demonstrat că au existat I I locuințe pe o suprafață de 50. 000 m. p. și cuptoare pentru producerea obiectelor din ceramică; au mai fost descoperite vârfuri de săgeți din bronz în trei muchii, o brățară și un cuțit din fier. De asemenea, așezarea cucuteniană de la Răzinea -Copălău, situată la circa 200 m de satul Copălău, pe partea stângă a drumului comunal 46A Copălău -Draxini prezintă o locuință de tip Cucuteni și fragmente de ceramică, fragmente de statuete, săgeți din silex, în poiana Jorovlea au fost descoperite 17 monede de argint. Fortificația de la Cotu a fost încadrată în secolele IV-III în. de Christos. Pe teritoriul satului Cerbu s-a descoperit o monedă imperială romană. Majoritatea vestigiilor descoperite se află la Muzeul județean de istorie Botoșani. Tot în zona fostei localități Jorovlea au fost descoperite blocuri de piatră sub formă de cruce, inscripționate, care sunt atribuite perioadei feudalismului dezvoltat (sec. XV-XVI). Există documente cu privire la organizarea administrativă a ținuturilor Hârlău și Botoșani (întocmite pentru plata impozitelor de către locuitori) care conțin informații despre localitățile comunei Copălău. . Spre exemplu, din datele recensământului din 1772-1774 rezultă că în satul Cotu (Ruși) existau 40 de case, cu un număr de 38 de birnici. În Condica vistieriei Moldovei din anul 1816, satul Copălău este trecut ca aparținând Ocolului Târgului Botoșani cu 5 I de locuitori; actualele sate Copălău și Cotu au o vechime de peste 250 de ani. Ocupațiile de bază din trecut ale locuitorilor au fost agricultura (se lucra pe moșia Flămânzi, în suprafață de 38. 593 stânjeni domnești - 36. 000 ha), creșterea animalelor, prelucrarea lemnului, albinăritul, olăritul, dulgheria, dogăria, rotăria și fierăria. Denumirea satului Copălău vine de la cuvântul copălaie - care denumește capacul de lut de la stupii primitivi pentru albine, confecționați din buduroaie de tei. Primul lăcaș religios a fost Schitul Jorovlea, arondat Mănăstirii Coșula (construită în anul 1535). După anul 1840 locuitorii satului Jorovlea au fost strămutați pe malul râului Miletin, dezvoltându-se satele Copălău și Cotu. Prima biserică din satul Copălău a fost una din lemn construită în anul 1785. Religia creștin-ortodoxă este practicată de majoritatea cetățenilor comunei. Prima școală din Copălău a luat ființă la data de I septembrie 1865 în baza Legii instrucțiunii publice din 25 noiembrie 1864. În perioada 1866 - 1915 au fost înscriși la școala din Copălău mai mulți băieți și foarte puține fete. începând cu anul școlar 1919-1920 s-a înființat Scoală din satul Cotu. Tot din perioada 1920-1922 numărul elevilor a crescut an de an, ajungând la 340 în anul școlar 1935-1936 (180 băieți și 160 fete). Reforma învățământului din anul 1948 a dat un nou impuls dezvoltării educației tinerilor din mediul rural. Au fost construite noi școli și grădinițe în toate satele, numărul elevilor fiind de peste 600 în anul școlar 2004-2005. În prezent își desfășoară activitatea 5 școli și 3 grădinițe pentru preșcolari, acestea având o bază materială satisfăcătoare. Alături de școală, căminele culturale și biblioteca publică au fost și sunt instituții specializate pentru realizarea educației permanente.Creațiile artistice populare s-au transmis pe cale orală, legându-se de evenimentele petrecute în viața oamenilor începând de la naștere și până la moarte. Multe din obiceiurile și tradițiile păstrate până în ziua de azi sunt legate de sărbătorile Crăciunului și ale Anului Nou, de nunțile, cumetriile și horele tradiționale. Atât în trecut cât și în prezent motorul activității cultural-artistice îl constituie cadrele didactice, care antrenează în această mișcare nu numai elevii școlilor, ci și alți tineri din satele comunei. Mișcarea artistică de amatori în satele Copălău și Cotu a luat amploare după anul 1960, perioadă în care învățătorul Mihai Gugoașă a îndeplinit și funcția de director al Căminului cultural. În comuna Copălău au existat formații corale, de dansuri populare (în satul Cotu echipa de dansuri avea 34 de perechi), o fanfară, grupuri vocale. De un real succes se bucură Festivalul Usturoiului, ajuns la a IV-a ediție. În ultima perioadă activitatea cultural-artistică a cunoscut un regres. Ca urmare, prin intermediul acestui proiect transfrontalier aprobat de Consiliul local Copălău și prin contribuția de 10% din valoarea acestuia suportată din bugetul propriu s-au achiziționat instrumente muzicale (acordeon, vioară, trompetă și fluier), costume populare și echipament de sonorizare în vederea relansării activităților artistice. Ne propunem să punem în valoare calitățile artistice ale tinerilor din comuna noastră și înființarea de noi formații artistice. Pentru asigurarea asistenței medicale a cetățenilor există un cabinet medical, un cabinet stomatologic și un punct medical în satul Cotu, încadrate cu personal de specialitate.

## Economie
Economia comunei Copălău este de tip agrar, majoritatea locuitorilor practicând agricultura. Se cultivă grâu, porumb, orz-orzoaică, plante pentru furaje, legume și pe suprafețe mai mici floarea soarelui, ovăz, rapiță. Usturoiul se cultivă pe suprafețe mai mari, terenul existent permițând obținerea unor producții de calitate. După anul 1990 au apărut mici asociații agricole, unități comerciale pentru desfacerea mărfurilor cu amănuntul și de alimentație publică. În prezent activează 45 agenți economici. Mica industrie și serviciile către populație sunt puțin dezvoltate: funcționează un atelier de împletituri în satul Cotu și ghișeele Poștei și Romtelecom-ului. Infrastructura comunei este mediu dezvoltată, în sensul că cetățenii au acces la apă potabilă și canalizare, marea majoritate a locuințelor sunt racordate la rețeaua de energie electrică, iluminatul public funcționează în toate satele comunei, instituțiile publice își desfășoară activitatea în sedii proprii, cu excepția Căminului cultural Copălău - propus a se construi în perioada următoare; drumurile comunale sunt pietruite în totalitate iar cele sătești doar parțial; cetățenii au acces la rețeaua de telecomunicații, la presa locală și centrală, la serviciile poștale.

## Biserici
Din punct de vedere religios, marea majoritate a cetățenilor este ortodoxă. În comună există trei biserici și funcționează trei preoți parohi:
- Parohia cu hramul „Sfântu Gheorghe” – preot BOTEZATU LIVIU;
- Parohia cu hramul „Înălțarea Domnului” – preot Clement Alexandru;
- Parohia cu hramul „Sfântă Treime”- preot Blidar Emil Cristian;

## Demografie
Componența etnică a comunei Copălău
     Români (93,82%)
     Alte etnii (2,75%)
     Necunoscută (3,43%)
Componența confesională a comunei Copălău
     Ortodocși (95,55%)
     Alte religii (0,88%)
     Necunoscută (3,58%)
Conform recensământului efectuat în 2021, populația comunei Copălău se ridică la 3.996 de locuitori, în scădere față de recensământul anterior din 2011, când fuseseră înregistrați 4.053 de locuitori. Majoritatea locuitorilor sunt români (93,82%), iar pentru 3,43% nu se cunoaște apartenența etnică. Din punct de vedere confesional, majoritatea locuitorilor sunt ortodocși (95,55%), iar pentru 3,58% nu se cunoaște apartenența confesională.

## Politică și administrație
Comuna Copălău este administrată de un primar și un consiliu local compus din 13 consilieri. Primarul, Ciprian Ivanov[*], de la Partidul Național Liberal, este în funcție din 2012. Începând cu alegerile locale din 2024, consiliul local are următoarea componență pe partide politice:
|  | Partid                    | Consilieri | Componența Consiliului | Componența Consiliului | Componența Consiliului | Componența Consiliului | Componența Consiliului | Componența Consiliului | Componența Consiliului | Componența Consiliului |
|  | ------------------------- | ---------- | ---------------------- | ---------------------- | ---------------------- | ---------------------- | ---------------------- | ---------------------- | ---------------------- | ---------------------- |
|  | Partidul Național Liberal | 8          |                        |                        |                        |                        |                        |                        |                        |                        |
|  | Partidul Social Democrat  | 5          |                        |                        |                        |                        |                        |                        |                        |                        |

## Personalități
- Florica Lavric a fost o canotoare româncă, laureată cu aur la Jocurile Olimpice de la Los Angeles din 1984.